# Spiegel (Lied)
Spiegel ist ein Lied der deutschen Girlgroup Tic Tac Toe aus dem Jahr 2005.

## Entstehung und Veröffentlichung
Geschrieben wurde das Lied von Tic-Tac-Toe-Mitglied Liane Wiegelmann, zusammen mit den Koautoren Christian Brenn, A. Douedari und Tarek Helmy. Für die Produktion zeichneten Markus Born und Tino Oac verantwortlich.
Die Erstveröffentlichung von Spiegel erfolgte als Single am 19. Dezember 2005 bei A One Entertainment. Diese erschien auf CD und zum Download als 2-Track-Single, mit der Album- und Radioversion zu Spiegel (Katalognummer: 426010581 002 7) sowie als Maxi-Single mit fünf verschiedenen Versionen des Liedes (Katalognummer: 4 260105 810010). Am 17. Februar 2006 erschien das Lied als Teil von Tic Tac Toes vierten Studioalbum Comeback (Katalognummer: 426010581 003 4), dessen erste Singleauskopplung es ist.

## Inhalt
Die Tic-Tac-Toe-Mitglieder Jazzy, Liane und Ricarda treten einzeln im Therapiestuhlkreis auf, und schildern einem Psychiater innerhalb der Gesprächstherapie ihre Probleme. Jazzy berichtet von ihren Gewichts- und Alkoholproblemen, wobei sie sich als „Kerstin“ vorstellt. Ricarda erzählt ihre Geschichte als Model „Michelle“ und spricht neben vielen Problemen in ihrem Leben auch darüber, dass sie mit 13 Jahren vergewaltigt wurde und sie sich Säure in das Gesicht schütten will, um nicht mehr hübsch zu sein. Liane hält es nicht mehr aus, in ihrem Beruf verärgert zu werden; sie wurde als Kind immer gehänselt und ausgegrenzt. Am Ende des Videos erschießt sie sich mit einer Waffe. Der Clip hat eine Dauer von mehr als fünf Minuten, in dem ein Psychiater zwischenzeitlich den weiteren Patienten in der Einrichtung die drei Neuzugänge einzeln vorstellt. Der Spiegel wird in der Hookline symbolisch verwendet; die Welt zerbricht in tausend kleine Teile.

„Mein Spiegel zeigt mir nicht was ich seh'n will.

Ich will jemand anders sein.

Meine ganze Welt zerbricht bald in tausend kleine Teile.

Und niemand hier versteht mich, ich fühle mich so eklig.

Meine ganze Welt zerbricht bald in tausend kleine Teile.“

## Musikvideo
Das Musikvideo zu Spiegel zählte bis Oktober 2024 über 6,2 Millionen Aufrufe auf der Videoplattform YouTube.

## Chartplatzierungen
| ChartsChartplatzierungen | Höchstplatzierung | Wochen |
| ------------------------ | ----------------- | ------ |
| Deutschland (GfK)        | 7 (15 Wo.)        | 15     |
| Österreich (Ö3)          | 7 (14 Wo.)        | 14     |
| Schweiz (IFPI)           | 10 (14 Wo.)       | 14     |

| ChartsJahrescharts (2006) | Platzierung |
| ------------------------- | ----------- |
| Deutschland (GfK)         | 51          |
| Österreich (Ö3)           | 59          |
| Schweiz (IFPI)            | 89          |